# Žalm 59

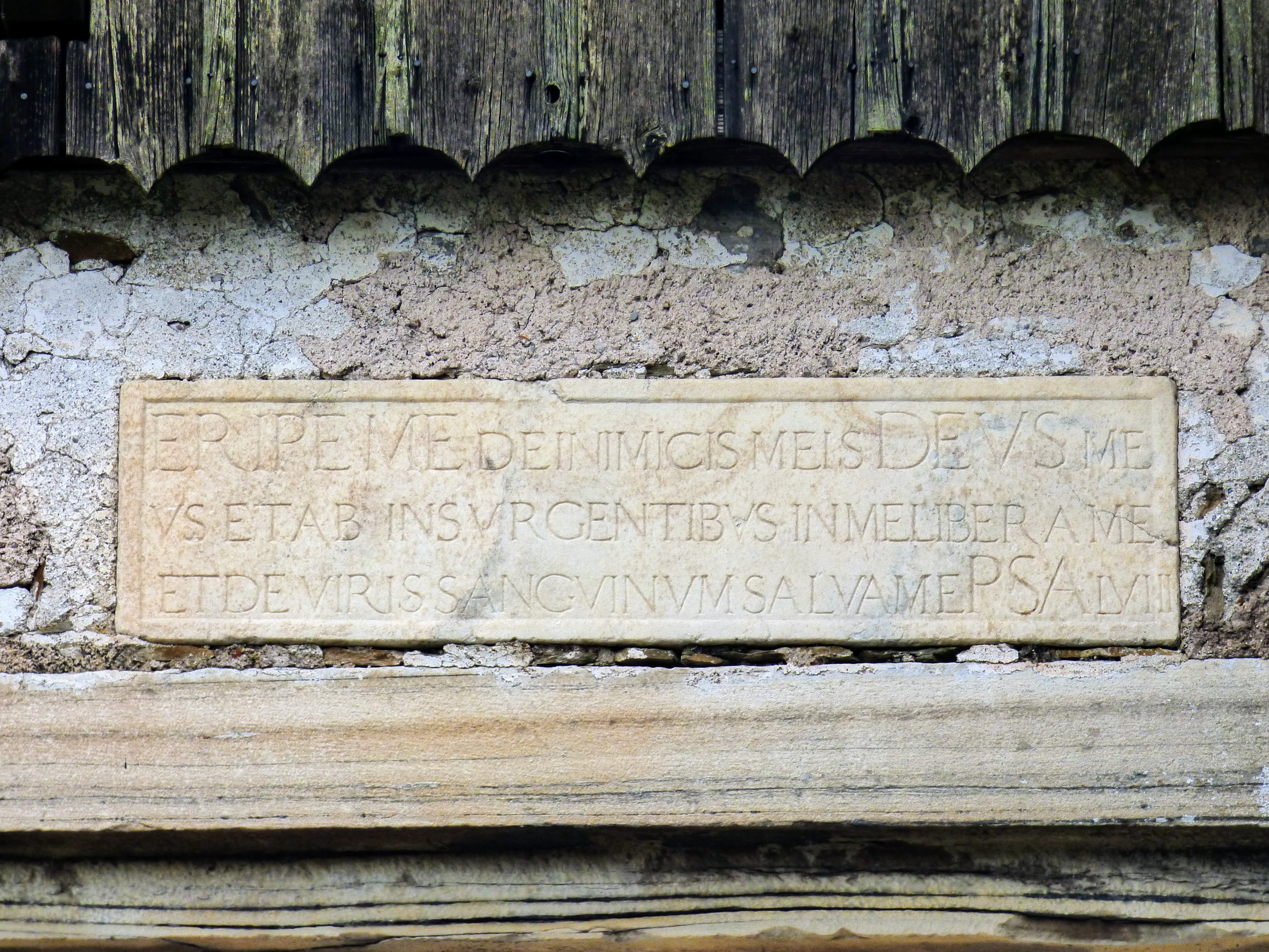
Latinský nápis Psalm 58 na mostní bráně, hrad Hochosterwitz ERIPE ME DE INIMICIS MEIS DEVS ME/VS ET AB INSVRGENTIBVS IN ME LIBERA ME / ET DE VIRIS SANGVINVM SALVA ME PSA(LMVS) LVIII

Žalm 59 („Vysvoboď mě od mých nepřátel, můj Bože“, v Septuagintě dle řeckého číslování žalm 58) je biblický žalm. Žalm je nadepsán těmito slovy: „Pro předního zpěváka, jako „Nevyhlazuj!“ Davidův, pamětní zápis, když Saul dal střežit dům, aby ho usmrtil.“ Jedná se o jeden ze třinácti davidovských žalmů, v nichž je uvedena konkrétní situace z Davidova života, na níž příslušný žalm navazuje. Zde uvedený situační údaj odkazuje na událost popsanou v První knize Samuelově. Podle některých vykladačů hebrejské nadepsání lamnaceach (לַמְנַצֵחַ, „pro předního zpěváka“) znamená, že žalm byl určen k tomu, aby jej při určitých příležitostech odzpívával zkušený zpěvák. Pokračující al tašchet (אַל תַּשְׁחֵת, „jako „Nevyhlazuj““) někteří vykladači chápou jako údaj ohledně způsobu přednesu. Následující le-David (לְדָוִד, „Davidův“) je pro změnu chápán tak, že žalm byl určen pro krále z Davidova rodu. Další slovo michtam (מִכְתָּם, „pamětní zápis“) je na základě překladu v Septuagintě vnímáno tak, že zápis onoho žalmu byl někde trvale vyryt, jiní se na základě akkadštiny domnívají, že se jedná o označení „smírčího žalmu“ či „tajné modlitby“. Židovský učenec Ibn Ezra však spojuje michtam se zlatem (hebrejsky כֶּתֶם, ketem, „třpytivé zlato“) a v takovém případě by to znamenalo označení hodnoty onoho žalmu. Kromě toho tradiční židovský výklad považuje všechny žalmy, které jsou označeny Davidovým jménem, za ty, které sepsal přímo král David, a Raši vysvětluje, že hebrejský termín al tašchet (אַל־תַּשְׁחֵת, „jako Nevyhlazuj“) odkazuje na to, že takto označený žalm souvisí se situací, kdy byl David blízek smrti a zkázy. Spis Šimuš Tehilim („Užití Žalmů“), jehož autorem je zřejmě židovský učenec Chaj Ga'on (939–1038), uvádí, že recitace 59. žalmu pomáhá překonat sklony ke zlému.